# Юриздицкий, Сергей Петрович
Сергей Петрович Юриздицкий (род. 21 апреля 1947 года, Сочи) — российский кинооператор. Заслуженный деятель искусств России (1994).

## Биография
В 1965—1969 годах работал испытателем электровакуумных приборов, лаборантом на фотокомбинате, фотографом, механиком по обслуживанию съёмочной техники на киностудии «Ленфильм». В 1979 году окончил операторский факультет ВГИКа (мастерская А. Гальперина). С 1980 года — оператор-постановщик «Ленфильма». Плодотворно сотрудничал с режиссёром А. Сокуровым («Одинокий голос человека», «Скорбное бесчувствие», «Дни затмения»), работал с А. Кайдановским, А. Балабановым, А. Прошкиным.
В 1995—1996 годах вёл операторскую мастерскую в Санкт-Петербургской академии кино и телевидения.

## Избранная фильмография
- Одинокий голос человека (1978, Александр Сокуров)
- Разжалованный (1980, А. Сокуров)
- Скорбное бесчувствие (1983, А. Сокуров)
- Миф (1986, Аян Шахмалиева)
- Гость (1987, Александр Кайдановский)
- Дни затмения (1988, А. Сокуров)
- Спаси и сохрани (1989, А. Сокуров)
- Униженные и оскорбленные (1990, Андрей Эшпай)
- Еврейское счастье (1991, Виталий Манский)
- Жизнь с идиотом (1993, Александр Рогожкин)
- Замок (1994, Алексей Балабанов)
- Летние люди (1995, Сергей Урсуляк)
- Сильна как смерть любовь (1996, Андрей Некрасов)
- Улицы разбитых фонарей (1997, телесериал)
- Русский бунт (2000, Александр Прошкин)
- Конец века (2001, Константин Лопушанский)
- Ботинки из Америки (2001, А. Яхнис)
- Арсений Тарковский: Малютка-жизнь (2004, Вячеслав Амирханян, документальный)
- Удалённый доступ (2004, Светлана Проскурина)
- Двойная фамилия (2006, Станислав Митин)
- Самая лучшая бабушка (2009, Елена Жигаева, Ираклий Квирикадзе
- Элизиум (2010, Андрей Эшпай)
- Куприн (2013, Андрей Эшпай, «Впотьмах»)
- Чапаев-Чапаев (2013, Виктор Тихомиров)

## Признание
- 1994 — Заслуженный деятель искусств России
- 1988 — премия Союза кинематографистов СССР за лучшую операторскую работу (фильм «Дни затмения»)
- 1994 — премия имени А. Москвина за лучшую операторскую работу (фильм «Замок»)
- 1995 — премия фестиваля «Киношок» за лучшее изобразительное решение (фильм «Летние люди»)
- 1997 — кинофестиваль в Мангейме — специальное упоминание жюри — операторская работа (фильм «Сильна как смерть любовь»)
- 2000 — премия «Золотой овен» за лучшую операторскую работу (фильм «Русский бунт»)
- 2010 — премия фестиваля Киношок за лучшую операторскую работу (фильм «Элизиум»)